# التجمع الشعبي من أجل التقدم
التجمع الشعبي من أجل التقدمهو حزب سياسي جيبوتي، أسس في 4 مارس 1979، يقع مقره في جيبوتي. وهو أحد الأحزاب الأربعة الممثلة بمجلس النواب في جيبوتي والتي حددها دستور 1992. وهو الحزب الحاكم. ويرأسه إسماعيل عمر جيله.

## أعضاء بارزون
- كود سباركل
- تحديث القائمة

- إسماعيل عمر جيلي
- حسن جوليد أبتيدون
- دليطة محمد دليطة
- عبد القادر كمال محمد
- Barkat Gourad Hamadou
- عبد الله محمد كامل
- Hasna Mohamed Dato
- علي عبدي فراح
- أحمد محمد حسن
- Kadra Mahamoud Haid